# Турне Мадонны
Данная статья содержит перечень гастрольных турне певицы и автора-исполнителя Мадонны.
Концертный тур певицы 2008—2009 годов Sticky & Sweet Tour занял первое место по доходам среди сольных исполнителей за всю историю. По словам Мадонны, она не собирается превращать свои концерты исключительно в пение под гитару в стиле Пола Маккартни, как ей иногда советуют, так как собственная музыка ей быстро надоедает.
Выступления певицы часто сопровождаются сложной хореографией. После 10 лет профессионального обучения танцам она убеждена, что «танцует лучше, чем поёт». Иногда Мадонна выступает под сводящийся с компьютера дабл-трек с её же бэк-вокалом, за что её периодически критикует Элтон Джон, называя такое исполнение «пением под фанеру». Простая хореография сопровождает номера более сложных песен, однако певица не всегда успевает восстановить дыхание, из-за чего не попадает в такт или ноты. Как и Энтони Кидис из RHCP, с которым Мадонна сотрудничала, она собирает полные залы, несмотря на недостатки вокала.

## Фотографии турне
- The Virgin Tour, 1985
- 'Who's That Girl World Tour, 1987
- Blond Ambition World Tour, 1990
- The Girlie Show World Tour, 1993
- Drowned World Tour, 2001
- Re-Invention World Tour, 2004
- Confessions Tour, 2006
- Sticky & Sweet Tour, 2008—2009
- The MDNA Tour, 2012
- Rebel Heart Tour, 2015-2016
- Madame X Tour, 2019—2020
- The Celebration Tour, 2023—2024

## The Virgin Tour
- 1985 — The Virgin Tour

Dress You Up;
Holiday;
Into the Groove;
Everybody;
Angel;
Gambler;
Borderline;
Lucky Star;
Crazy for You;
Over and Over;
Burning Up;
Like a Virgin / Billie Jean;
Material Girl.
Материалы на DVD: Madonna — «The Virgin Tour» (оцифровка с видеокассеты).

## Who’s That Girl World Tour
- 1987 — Who's That Girl World Tour

Open Your Heart;
Lucky Star;
True Blue;
Papa Don't Preach;
White Heat;
Causing A Commotion;
The Look of Love;
Dress You Up / Material Girl / Like a Virgin / Sugar Pie Honey Bunch (попурри);
Where's the Party;
Live to Tell;
Into the Groove;
La Isla Bonita;
Who's that Girl;
Holiday.
Материалы на DVD: Madonna — «Ciao Italia!».

## Blond Ambition World Tour
- 1990 — Blond Ambition World Tour

Express Yourself;
Open Your Heart;
Causing a Commotion;
Where's the Party;
Like a Virgin;
Like a Prayer;
Live to Tell;
Oh Father;
Papa Don't Preach;
Sooner or Later;
Hanky Panky;
Now I'm Following You;
Material Girl;
Cherish;
Into the Groove;
Vogue;
Holiday;
Family / Keep it Together.
Материалы на DVD: Madonna — «Blond Ambition World Tour».

## The Girlie Show World Tour
- 1993 — The Girlie Show World Tour

Erotica;
Fever;
Vogue;
Just My Imagination / Rain;
Express Yourself;
Deeper and Deeper;
Why's It So Hard;
In This Life;
Justify My Love / The Beast Within;
Like a Virgin;
Bye Bye Baby;
I'm Going Bananas;
La Isla Bonita;
Holiday;
Justify My Love;
Everybody Is A Star / Everybody.
Материалы на DVD: Madonna — «The Girlie Show: Live Down Under».

## Drowned World Tour
- 2001 — Drowned World Tour

Drowned World / Substitute For Love;
Impressive Instant;
Candy Perfume Girl;
Beautiful Stranger;
Ray Of Light;
Paradise (Not For Me)(Video-Dancers Interlude);
Frozen;
Open Your Heart (Chord Intro);
Nobody’s Perfect;
Mer Girl (Part I);
Sky Fits Heaven;
Mer Girl (Part II);
What It Feels Like For A Girl (Intro);
I Deserve It;
Don’t Tell Me;
Human Nature;
The Funny Song;
Secret;
Gone / You’ll See;
Don’t Cry For Me Argentina (Intro);
What It Feels Like For A Girl;
La Isla Bonita;
Holiday;
Music.
Материалы на DVD: Madonna — «Drowned World Tour 2001 — Live in Detroit».

## Re-Invention World Tour
- 2004 — Re-Invention World Tour

The Beast Within;
Vogue;
Nobody Knows Me;
Frozen;
American Life;
Express Yourself;
Burning Up;
Material Girl;
Hollywood;
Hanky Panky;
Deeper and Deeper;
Die Another Day;
Lament;
Bedtime Story;
Nothing Fails;
Don’t Tell Me;
Like A Prayer;
Mother and Father / Intervention;
Imagine:
Into the Groove;
Papa Don’t Preach;
Crazy For You;
Music;
Holiday.
Материалы на DVD: Madonna — «Мадонна. Я хочу открыть вам свои секреты» (документальный фильм о жизни певицы и её коллектива во время тура Re-Invention. Содержит лишь часть видео с концертными номерами, многие из которых показаны в сокращённом варианте).

## Confessions World Tour
- 2006 — Confessions World Tour

Future Lovers / I Feel Love;
Get Together;
Like A Virgin;
Jump;
Live To Tell;
Forbidden Love;
Isaac;
Sorry;
Like It Or Not;
Sorry (Remix) (video interlude);
I Love New York;
Ray Of Light;
Let It Will Be;
Drowned World / Substitute For Love;
Paradise (Not For Me);
Music Inferno;
Erotica / You Thrill Me;
La Isla Bonita;
Lucky Star;
Hung Up.
В рамках тура, 12 сентября 2006 Мадонна впервые посетила Москву с концертной программой, выступив в спортивно-концертном комплексе Лужники. Спонсором шоу выступила российская компания «Вымпелком» (торговая марка «Билайн»). В дополнение к трек-листу тура специально для России Мадонна исполнила песню Джона Леннона «Give Peace A Chance» перед композицией «Drowned World / Substitute For Love».
Материалы на DVD: Madonna — «The Confessions Tour».

## The Sticky & Sweet Tour
- 2008/2009 — Sticky and Sweet Tour

Sweet Machine (video interlude);
Candy Shop;
Beat Goes On;
Human Nature;
Vogue;
Die Another Day (video interlude);
Into The Groove;
Heartbeat;
Borderline;
She's Not Me;
Music;
Rain / Here Comes The Rain Again;
Devil Wouldn't Recognize You;
Spanish Lesson;
Miles Away;
La Isla Bonita;
You Must Love Me;
Get Stupid;
4 Minutes;
Like A Prayer;
Ray Of Light;
Hung Up;
Give It 2 Me.
Sweet Machine (video interlude);
Candy Shop;
Beat Goes On;
Human Nature;
Vogue;
Die Another Day (video interlude);
Into the Groove;
Celebration / Holiday;
Dress You Up;
She’s Not Me;
Music;
Rain / Here Comes the Rain Again;
Devil Wouldn’t Recognize You;
Spanish Lesson;
Miles Away;
La Isla Bonita;
Doli Doli;
You Must Love Me;
Get Stupid;
4 Minutes;
Like a Prayer;
Frozen;
Ray of Light;
Give It 2 Me.
С этим турне Мадонна 2 августа 2009 года второй раз выступила в России, это произошло в Санкт-Петербурге на Дворцовой площади.
Материалы на DVD: Madonna — «Sticky And Sweet Tour».

## The MDNA Tour
- 2012 — The MDNA Tour

Gregorian Chants/Virgin Mary (Introduction);
Girl Gone Wild;
Revolver;
Gang Bang;
Papa Don't Preach;
Hung Up;
I Don't Give A;
Best Friend (video interlude);
Express Yourself;
Give Me All Your Luvin';
Turning Up the Hits (video interlude);
Turn Up The  Radio;
Open Your Heart;
Holiday (некоторые даты);
Masterpiece;
Justify My Love;
Vogue;
Candy Shop;
Human Nature;
Like A Virgin;
Love Spent (некоторые даты);
Nobody Knows Me (video interlude);
I'm Addicted;
I'm A Sinner;
Like A Prayer;
Celebration.

Во время турне певица в третий раз посетила Россию, выступив 7 августа в Москве (СК «Олимпийский») и 9 августа — в Санкт-Петербурге (СКК). Во время московского концерта певица произнесла следующую речь о Pussy Riot: 
 Как вы видите, здесь со мной на сцене люди со всех уголком мира: из Африки, из Америки, из Франции, из России, из Англии. Мы христиане, мусульмане, иудеи, кто угодно. Но мы семья и мы все вместе. Мы геи, гетеросексуалы. Но все мы люди. Из всего этого списка самое важное то, что мы люди, и именно это должно иметь значение в нашем общении друг с другом. То, что каждый из нас — человек. Мне повезло родиться в Америке, где мы можем свободно выражать себя, выражать свою точку зрения. Как творец, и как человек, и как женщина я могу выражать свою точку зрения, даже если кто-то не согласен со мной. Даже если мое правительство не согласно со мной. У меня есть право выражать своё мнение. У меня есть свобода высказывать его. И это и есть демократия.
Я хочу сказать пару слов о Pussy Riot. Мне повезло родиться в стране, где у меня есть право на самовыражение, но я мечтаю и молюсь о том, что когда-нибудь у всех в мире появится это право. Не только в России, но и во Франции, в Иране — повсюду. У каждого из нас будет право выражать своё мнение, чтобы при этом к нему относились, как к человеку. Я знаю, что в этой истории много нюансов. Я заранее оговорюсь, что не хочу выразить неуважение к церкви или правительству, но мне кажется, что эти девочки — Маша, Катя и Надя, — они поступили очень смело. Мне кажется, они уже достаточно поплатились за то, что сделали, и я молюсь за их свободу. Все, кто находятся на сцене сейчас, думают точно также. И все в этом зале, если вы пришли сюда, как мои поклонники, тоже хотят их освобождения. Эти три девочки, которые находятся в тюрьме, которые проходят сейчас через судебный процесс; я молюсь за их свободу. Я верю, что настанет день, когда на Земле воцарит мир, свобода и толерантность.
Это высказывание вызвало эмоциональную реакцию вице-премьера России по перевооружению Дмитрия Рогозина в Твиттере: «Каждая бывшая б…. с возрастом стремиться читать лекции о морали, особенно во время зарубежных гастролей». Позже он отшутился, что слово б…. могло значить любое слово, начинающееся на «б». Во время концерта в Санкт-Петербурге певица выступила с ещё одной речью за толерантное отношение к меньшинствам, что повлекло за собой судебный иск, который вскоре был отклонён.
Материалы на DVD: Madonna — «MDNA Tour».

## Rebel Heart Tour
- 2015/2016 — Rebel Heart Tour

Iconic
Bitch I’m Madonna
Burning Up
Holy Water (содержит семплы из композиций «Vogue»)
Devil Pray
Messiah (Видеоинтерлюдия)
Body Shop
True Blue
Deeper and Deeper
HeartBreakCity (содержит семплы из композиций «Love Don’t Live Here Anymore»)
Like a Virgin (содержит семплы из композиций «Heartbeat» и «Erotica»)
S.E.X. (содержит семплы из композиции «Justify My Love») [Видеоинтерлюдия]
Living for Love (Remix)
La Isla Bonita
Dress You Up / Into The Groove / Lucky Star
Who’s That Girl
Rebel Heart
Illuminati (Видеоинтерлюдия)
Music (содержит семплы из композиции «Give It 2 Me»)
Candy Shop (содержит семплы из композиции «Give It 2 Me»)
Material Girl
La Vie En Rose
Unapologetic Bitch
Holiday.

## Madame X Tour
- 2019 — Madame X Tour